# Daddy (roman)
Pour les articles homonymes, voir Daddy.
Daddy est un roman de Loup Durand, publié en 1987.

## Résumé
Thomas, enfant surdoué, vient d'avoir onze ans en ce 18 septembre 1942. En pleine Seconde Guerre mondiale, il vit dans le sud de la France, protégé par sa mère et de mystérieux gardes du corps. Il est en effet la clé qui permettrait à la Gestapo de mettre la main sur 724 millions de deutschmarks destinés à la résistance.
Gregor Laëmmle, un professeur de philosophie désabusé par la vie, intellectuel brillant, joueur d'échecs et pédéraste est nommé par les nazis à la tête d'une équipe chargée de le retrouver et de récupérer l'argent. Complètement fasciné par l'enfant, à moitié amoureux, il cherchera autant à l'attraper qu'à le protéger et se l'accaparer.
L'enfant surdoué et l'intellectuel dévoyé s'affronteront tout le long du roman dans une sorte de jeu stratégique pervers dont l'enjeu brûlant sera leur propre vie ainsi que celles des personnes de leur entourage, sur fond de nazisme et de résistance.

## Adaptations
- En 1991, le roman est adapté en bande dessinée, et le dessin est confié à René Follet. L'histoire est découpée en deux tomes, publiés aux éditions Lefrancq, dans la collection BDétectives.
- Le roman est adapté en téléfilm en 2003 par Giacomo Battiato, sous le titre Daddy (ru) (également diffusé sous le titre Entrusted), le rôle de l'enfant est tenu par Thomas Sangster. Il est édité en DVD en 2003, deux épisodes de 90 min.